# Lobulia elegans
Espèce
Synonymes
- Lygosoma elegans Boulenger, 1897
- Lygosoma elegantoides lobulus Loveridge, 1945

Lobulia elegans est une espèce de sauriens de la famille des Scincidae.

## Répartition
Cette espèce est endémique de Papouasie-Nouvelle-Guinée. Elle se rencontre entre 1 340 et 1 440 m d'altitude.

## Liste des sous-espèces
Selon The Reptile Database (18 octobre 2012) :
- Lobulia elegans elegans (Boulenger, 1897)
- Lobulia elegans lobulus (Loveridge, 1945)

## Publications originales
- Boulenger, 1897 : Descriptions of new lizards and frogs from Mount Victoria, Owen Stanley Range, New Guinea, collected by Mr. A. S. Anthony. Annals and Magazine of Natural History, sér. 6, vol. 19, p. 6-13 (texte intégral).
- Loveridge, 1945 : New scincid lizards of the genera Tropidophorus and Lygosoma from New Guinea. Proceedings of the Biological Society of Washington, vol. 58, p. 47-52 (texte intégral).